# Natural Born Chaos
Natural Born Chaos è il quarto album in studio del gruppo Melodic death metal svedese Soilwork, pubblicato nel 2002.

## Tracce
1. Follow the Hollow – 4:02
2. As We Speak – 3:43
3. The Flameout – 4:18
4. Natural Born Chaos – 4:08
5. Mindfields – 3:29
6. The Bringer – 4:43
7. Black Star Deceiver – 4:42
8. Mercury Shadow – 3:49
9. No More Angels – 4:01
10. Soilworker's Song of the Damned – 5:02

## Formazione

### Gruppo
- Björn "Speed" Strid − voce
- Peter Wichers − chitarra
- Ola Frenning − chitarra
- Ola Flink − basso
- Sven Karlsson − tastiere
- Henry Ranta − batteria

### Ospiti
- Mattias Eklundh − chitarra in No More Angels
- Devin Townsend − voce in Black Star Deceiver e Soilworker's Song of the Damned